# The Third Wife
The Third Wife (vietnamita Vợ ba) és una pel·lícula dramàtica de costums vietnamita escrita el 2018 i dirigida per Ash Mayfair, en el seu primer llargmetratge. Ambientada al segle xix, segueix una noia de 14 anys que es converteix en la tercera esposa d'un terratinent al nord del Vietnam rural.
La pel·lícula es va estrenar al Festival Internacional de Cinema de Toronto el setembre de 2018, on va guanyar el premi Network for the Promotion of Asian Cinema (NETPAC). També va guanyar el premi TVE-Una altra mirada al Festival Internacional de Cinema de Sant Sebastià i l'Hugo d'Or per nous directors al Festival Internacional de Cinema de Chicago l'octubre de 2018.
La pel·lícula va ser nominada al Millor Fotografia, Millor Muntatge i al Premi Someone to Watch als 35ns Premis Independent Spirit.
El 2020 Mayfair va llançar una versió reelaborada de la pel·lícula anomenada Between Shadow and Soul. La pel·lícula reelaborada utilitzava el mateix metratge del rodatge original però reconfigurat en blanc i negre i sense diàlegs i una nova banda sonora.

## Argument
May, de 14 anys, es casa com la tercera dona d'un terratinent de mitjana edat d'un poble rural on es recull la seda. Aviat descobreix que, havent donat a llum un fill, la primera dona exerceix més influència en la família que la segona, que només ha tingut tres filles, i que l'única manera d'aconseguir seguretat i independència és donar a llum un fill home. Les dones del seu marit la donen la benvinguda i quan expressa que troba el sexe dolorós, la insten a experimentar sexualment amb ella mateixa per entendre els seus propis desitjos.
May concep un fill. Tot i que això aporta més intimitat entre May i el seu marit, ella continua trobant-lo poc atractiu i rebutja els seus avenços sexuals. Ella descobreix que Xuan, la segona dona, està tenint una aventura amb el fill del seu marit de la senyora Ha, la seva primera dona. Com que May rebutja el seu marit, aquest torna amb la seva primera dona i també concep un fill amb ella. May prega que el seu propi fill sigui un fill que asseguri la seva posició dins la família.
La senyora Ha té un avortament involuntari i May culpa la seva pregària per un fill com a motiu. La tranquil·litza Xuan que li diu que durant els seus embarassos, ella també va resar pels fills. May s'adona que té sentiments creixents per Xuan i la fa un petó. Xuan rebutja els avenços de May, esborrant-los com un símptoma del seu embaràs i dient-li que l'estima com a una filla. El maig dona a llum una nena.
El fill de la mestressa Ha té l'edat de casar-se i els seus pares conceben una parella per a ell. Enamorada de Xuan, intenta rebutjar el matrimoni, amenaçant de suïcidi. No obstant això, està pressionat per casar-se amb una noia de l'edat de May. El fill està disgustat amb el matrimoni i es nega a tocar la seva nova núvia. Després de suplicar al seu pare que anul·li el matrimoni, el seu pare intenta fer-ho però és rebutjat pel pare de la núvia. Avergonyida, la jove núvia se suïcida.
May contempla enverinar la seva filla amb una planta que va veure que s'utilitzava per sacrificar el bestiar de la família. La pel·lícula acaba amb una de les filles de Xuan, que una vegada havia expressat el desig de convertir-se en home i tenir moltes dones, tallant-li els cabells amb unes tisores.

## Repartiment
- Trần Nữ Yên Khê com Hà
- Mai Thu Hường com Xuân
- Nguyễn Phương Trà My com Mây
- Nguyễn Như Quỳnh com Lao
- Lê Vũ Long com Hùng
- Nguyễn Thành Tâm com Son
- Lâm Thanh Mỹ com Liên
- Mai Cát Vi com Nhàn
- Nguyễn Hồng Chương com Cụ Bá
- Bùi Trung Anh com pare de Tuyết

## Producció
La pel·lícula va ser finançada en part per la Production Fund de la Tisch School of the Arts de Spike Lee, el guió del qual havia guanyat el 2014. Més de 900 noies van ser audicionades per al paper principal. Tran Anh Hung va proporcionar assessorament artístic.

## Estrena
La pel·lícula es va estrenar al Festival Internacional de Cinema de Toronto el setembre de 2018, on va guanyar el premi Network for the Promotion of Asian Cinema (NETPAC). L'octubre de 2018 també es va projectar al Festival Internacional de Cinema de Sant Sebastià, on va guanyar el premi TVE-Otra Mirada, i al Festival Internacional de Cinema de Chicago a la secció del Concurs de Cinema de Nous Directors, del qual va guanyar l'Hugo d'Or, el primer premi.
Al Vietnam, la pel·lícula es va estrenar el 17 de maig de 2019, només per ser retirada quatre dies després, després de rebre crítiques per permetre que l'actriu principal Trà My, que tenia 13 anys en el moment del rodatge, actués en escenes de sexe. Les escenes es van filmar amb només un equip femení i la mare de My present al plató. La meva també va dir que estava protegida durant el rodatge. El 20 de maig, el Ministeri de Cultura, Esports i Turisme va ordenar al Departament de Cinema revisar la llicència de la pel·lícula. El 21 de maig, els productors van retirar la pel·lícula dels cinemes, citant la preocupació per l'abús en línia que estaven patint My i la seva família. El 24 de maig els cineastes van ser multats amb 50 milions de đồngs per publicar una versió no aprovada malgrat la sol·licitud dels censors de fer tres talls de la pel·lícula. Mayfair va descriure la crítica com "una tàctica de silenciament". Sobre la decisió de projectar la pel·lícula a Vietnam, va dir: "Ho vam haver d'intentar, tot i que sabíem que podríem ser atacats per molts punts de vista conservadors. Aquesta és una part de la nostra història que és molt fosca i d'aquest tipus d'història s'està perpetuant encara a la societat vietnamita. Hi ha tantes artistes, i en concret artistes dones, que no creuen que puguin pronunciar-se. Així que crec que he fet la meva part."

## Between Shadow and Soul
El 2020, Mayfair va llançar una versió en blanc i negre en silenci de la pel·lícula que va rebatejar com a Between Shadow and Soul. Segons el compositor An Ton That, Mayfair es va inspirar per reelaborar la pel·lícula basada en una foto en blanc i negre que havia fet al plató durant la producció. Mentre encara es trobava a la postproducció havia estat jugant amb fer la pel·lícula en blanc i negre, però la versió inicial en color de la pel·lícula ja s'havia enviat i havia estat acceptada als festivals. No obstant això, va continuar treballant per fer la pel·lícula en blanc i negre i finalment es va conformar a treure la pel·lícula dels seus diàlegs i demanar a An Ton That que completés una partitura completament nova per coincidir amb la nova versió de la pel·lícula.
El distribuïdor estatunidenc Film Movement va donar a la pel·lícula una estrena limitada a les sales.

## Recepció
Al lloc web de l'agregador de ressenyes Rotten Tomatoes, la pel·lícula té una puntuació d'aprovació del 88 %, basada en 49 ressenyes, i una puntuació mitjana de 7.1/10. El consens crític del lloc diu: "The Third Wife utilitza les experiències d'una dona com a marc per a un drama d'època reservat, la bellesa inquietant del qual desmenteix el seu impacte devastador." A Metacritic, la pel·lícula té una puntuació mitjana ponderada de 71 sobre 100, basada en 12 crítiques, que indica "crítiques generalment favorables".